# Teodor Vasile
Teodor Vasile (ur. 16 sierpnia 1947 w Ploeszti) – rumuński kolarz szosowy. Uczestnik Letnich Igrzysk Olimpijskich w 1972 w Monachium oraz 1980 w Moskwie, w których uczestniczył w jeździe indywidualnej ze startu wspólnego. W Monachium zajął 60. miejsce, natomiast w Moskwie nie dojechał do mety.